# 莱 (默尔特-摩泽尔省)
莱是法国默尔特-摩泽尔省的一个市镇，位于该省北部，属于布里埃区（Briey）。该市镇总面积7.55平方公里，2009年时的人口为214人。

## 人口
莱人口变化图示